# Piątnica
Piątnica è un comune rurale polacco del distretto di Łomża, nel voivodato della Podlachia.
Ricopre una superficie di 218,69 km² e nel 2004 contava 10 575 abitanti.

## Località
Il comune rurale comprende le seguenti località (sołectwa): Budy-Mikołajka, Budy Czarnockie, Choszczewo, Czarnocin, Dobrzyjałowo, Drozdowo, Drożęcin-Lubiejewo, Elżbiecin, Górki-Sypniewo, Górki-Szewkowo, Guty, Jeziorko, Kalinowo, Kalinowo-Kolonia, Kałęczyn, Kisielnica, Kobylin, Kosaki, Kownaty, Krzewo, Marianowo, Motyka, Murawy, Nagórki, Niewodowo, Nowe Krzewo, Nowy Cydzyn, Olszyny, Olszyny-Kolonia, Pęza, Piątnica Poduchowna, Piątnica Włościańska, Poniat, Rakowo-Boginie, Rakowo-Czachy, Rządkowo, Stary Cydzyn, Stary Drożęcin, Taraskowo, Truszki, Wyłudzin, Wyrzyki, Zabawka, Żelechy, Wiktorzyn.

## Turismo
La cittadina è posta al 28º km del Sentiero regio polacco.